# Messages
«Messages» es el tercer sencillo de la banda británica de synth pop Orchestral Manoeuvres in the Dark (OMD), así como de su álbum debut homónimo, publicado en su país en disco de vinilo de 7" y 10", el 2 de mayo de 1980 por el sello subsidiario de Virgin Records, DinDisc Records.
La canción epónima «Messages» fue escrita por Andy McCluskey y Paul Humphreys, así como el lado B «Taking Sides Again». La publicación en, el más bien raro, formato de vinilo de 10 pulgadas contiene además el tema «Waiting for the Man», original del grupo The Velvet Underground y compuesto por el neoyorquino Lou Reed. Además, como pasara con el tema «Electricity», la versión de «Messages» en 7 pulgadas difiere de la del disco en 10 pulgadas, y la que aparece en el álbum es también ligeramente distinta a estas.

## Detalles
«Messages», como el tema debut de OMD «Electricity», es una canción que ha llegado a ser sumamente popular entre sus seguidores, uno de sus primeros clásicos, por lo cual puede ser encontrada en recopilaciones de éxitos del grupo, incluso dio nombre a una, aunque también como aquella canción hay tres diferentes versiones, la del álbum, la del vinilo en 7 pulgadas y la del vinilo en 10 pulgadas, la cual fue la que se adicionó en la reedición remasterizada del álbum en 2003.
En la versión en 10 pulgadas aparece una versión del tema «I'm Waiting for the Man», titulada solo «Waiting for the Man», original del grupo estadounidense The Velvet Underground, compuesta por Lou Reed.

## Listado de canciones

### Edición en 7 pulgadas
| Lado A |                         |          |  |
| N.º    | Título                  | Duración |  |
| 1.     | «Messages» (7 pulgadas) | 3:59     |  |

| Lado B |                      |          |  |
| N.º    | Título               | Duración |  |
| 1.     | «Taking Sides Again» | 4:19     |  |

### Edición en 10 pulgadas
| Lado A |                          |          |  |
| N.º    | Título                   | Duración |  |
| 1.     | «Messages» (10 pulgadas) | 4:41     |  |

| Lado B |                       |          |  |
| N.º    | Título                | Duración |  |
| 1.     | «Waiting for the Man» | 2:54     |  |
| 2.     | «Taking Sides Again»  | 4:19     |  |